# 2009 MA10
2009 MA10, também escrito como 2009 MA10, é um objeto transnetuniano que está localizado no Cinturão de Kuiper, uma região do Sistema Solar. Este corpo celeste é classificado como um cubewano. Ele possui uma magnitude absoluta de 9,4 e tem um diâmetro estimado com 58 km.

## Descoberta
2009 MA10 foi descoberto no dia 21 de junho de 2009 pelos astrônomos S. S. Sheppard e C. A. Trujillo.

## Órbita
A órbita de 2009 MA10 tem uma excentricidade de 0,051 e possui um semieixo maior de 44,387 UA. O seu periélio leva o mesmo a uma distância de 42,122 UA em relação ao Sol e seu afélio a 46,652 UA.